# Ghiacciaio Hunt
Il ghiacciaio Hunt è un ghiacciaio lungo circa 7 km situato nella regione centro-occidentale della Dipendenza di Ross, in Antartide. Il ghiacciaio, il cui punto più alto si trova 700 m s.l.m., è ubicato direttamente sulla costa di Scott, dove fluisce verso est partendo dal versante orientale del monte Forde e scorrendo a fianco del versante meridionale del picco Red Buttress fino a entrare nella baia Granite Harbor, poco a nord del ghiacciaio Marston.

## Storia
Il ghiacciaio Hunt è stato così battezzato dai membri della spedizione Terra Nova, condotta dal 1910 al 1913 e comandata dal capitano Robert Falcon Scott, in onore di H. A. Hunt, un meteorologo australiano che fu d'aiuto nella stesura degli articoli scientifici riguardanti la spedizione Nimrod, condotta dal 1907 al 1909 e comandata da Ernest Shackleton.